# Médaille Stern-Gerlach
La médaille Stern-Gerlach est une récompense remise chaque année depuis 1993 par la Deutsche Physikalische Gesellschaft (DPG) pour diverses avancées dans le domaine de la physique expérimentale.
Cette récompense est considérée comme la plus renommée en Allemagne dans ce domaine. Elle se présente sous la forme d'un document manuscrit en parchemin, ainsi qu'une médaille en or avec les portraits d'Otto Stern et Walther Gerlach, connus notamment pour l'expérience de Stern et Gerlach. De 1988 à 1992, seul le prix Stern-Gerlach existait, la médaille n'étant décernée qu'à partir de 1993.

## Lauréats du Prix Stern-Gerlach (1988–1992)
- 1988 : Erich Gerdau
- 1989 : Manfred Faubel
- 1990 : Horst Keller
- 1991 : Dirk Dubbers et Walter Mampe
- 1992 : Klaus Winter

## Lauréats de la Médaille Stern-Gerlach (depuis 1993)
- 1993 : Wolfgang Krätschmer
- 1994 : Wolfgang Kaiser
- 1995 : Joachim Trümper
- 1996 : Heinz Maier-Leibnitz
- 1997 : Peter Armbruster
- 1998 : Herbert Walther
- 1999 : Siegfried Hunklinger
- 2000 : Theodor Hänsch
- 2001 : Achim Richter
- 2002 : Jan Peter Toennies
- 2003 : Reinhard Genzel
- 2004 : Frank Steglich
- 2005 : Bogdan Povh
- 2006 : Erich Sackmann
- 2007 : Peter Grünberg
- 2008 : Konrad Kleinknecht
- 2009 : Friedrich Wagner
- 2010 : Horst Schmidt-Böcking
- 2011 : Günter Wolf
- 2012 : Rainer Blatt
- 2013 : Dieter W. Pohl
- 2014 : Gerhard Abstreiter
- 2015 : Karl Jakobs
- 2016 : Werner Hofmann
- 2017 : Laurens Molenkamp
- 2018 : Karsten Danzmann (de)
- 2019 : Peter Braun-Munzinger (de), Johanna Stachel
- 2020 : Dieter Bimberg
- 2021 : Joachim Ullrich
- 2022 : Frank Eisenhauer
- 2023 : Manfred Fiebig
- 2024 : Immanuel Bloch
- 2025 : Klaus Blaum

## Voir également
- Liste de prix de physique